# Valz-sous-Châteauneuf

Valz-sous-Châteauneuf este o comună în departamentul Puy-de-Dôme, Franța. În 1 ianuarie 2022 avea o populație de 53 de locuitori.